# Имейл клиент
Имейл клиентът (на английски: email client) е компютърната програма, приложението или уебемейлът, които се използват, за да се четат и преглеждат електронните писма и чрез които те обикновено се пишат, оформят графично и изпращат. Това може да е уеб приложение, което се ползва посредством браузър, мобилно приложение за мобилно устройство или десктоп приложение като Microsoft Outlook. Имейл клиентът проверява имейл сървъра за нови съобщения и сваля, съхранява на паметта ма компютъра или устройството, за да могат те да бъдат четени, преглеждани и за да може на тях да се отговори. Той осигурява потребителски интерфейс за проверяването на потребителския имейл, четене на имейлите, които са получени от други потребители и за писане и изпращане на съобщения.
Имейл клиентът или имейл приложението изпраща изходящите съобщения към имейл сървъра на получателя, който препраща имейлите към техните предназначени имейл получатели.
В началото на използване на имейли както и при някои устройства все още клиентът за електронна поща представлява просто малка програма, четяща съобщения, която има възможността също така да изпраща такива. Благодарение на Mail Delivery Agent (MDA) и Mail Transfer Agent (MTA) имейл съобщенията се изпращат до онлайн имейл пощенската кутия на потребителя. Най-важни формати на онлайн имейл пощенските кутии са: mbox и Maildir. Тези доста опростени протоколи имат функцията и за локално (на потребителската машина или сървъра) запазване и съхраняване на електронните писма (e-mail) и правят внасянето (import), изпращането или „износа“ (export) и сигурното съхраняване, бекъпа (backup) на пощенските директории и имейлите в тях доста лесно. За да бъдат изпратени, електронните писма са изпращани до MTA, затова MUA [необходимо е уточнение] не трябва да доставя никакви функции, свързани с транспортирането на съобщения.
Откакто различни версии на Windows, които не поддържат MTA, се използват за домашни нужди, най-модерните MUA трябва да поддържат и протоколите POP3 и IMAP, за да комуникират с отдалечени МТА, намиращи се на машина, която доставя имейлите.

## Начин на работа
Като за начало компютърът или устройството с имейл клиент трябва да е свързан към интернет, както и имейл клиентът да има достъп до мейл сървъра. Притежателят като търговско лице и администраторът на мейл сървъра, като отговарящ за него предоставя имейл услуга или е доставчик на електронната поща (като например АБВ Поща), който е доставчик на интернет услуги за имейл поща или уеб хостинг. Имейл клиентът получава даден имейл (или имейли) от имейл сървъра и го извежда на екрана за четене, или показва чрез десктоп приложението или на браузъра на компютъра или мобилния телефон, или друго устройство.
Предимство на имейл клиентите е, че когато имейлът е отворен, той е активен, при показване той е статичен и позволява скролиеане по текста, а активен той е наличен и за четене, и преглеждане, и за писане на отговор, дори и когато няма връзка с интернет, като се съхранява на паметта на компютъра или устройството с таск за изпращане, когато потребителският компютър или устройство е онлайн. Локалното съхранение на полученото имейл съдържание дава възможност и позволява на получателя да организира своята имейл поща, според неговите предпочитания.
Това, което е необходимо и в някои случаи дори задължително, и  трябва да се направи, за да работят тези процеси на съхранение и активиране за отговр нормално, е на първо мястп да се конфигурира имейл сървъра правилно, както и връзката между имейл клиент и имейл сървър на компютъра или устройство на потребителя, със съответните данни като потребител, парола, адрес на мейл сървъра, както и на кой порт той да бъде достъпен.

## Мейл сървър
Мейл сървърът (на английски: mail server) е сървърен софтуер, който съответно работи на интернет сървър, като неговата работа е непрекъсната, и той комуникира през интернет и други мрежи, и ползва сървърна пмет, за да обработва и доставя имейли, онлайн и електронни съобщения. Мейл сървърът играе роля на междинна машина или „междинна комуникационна точка“, където всички имейли, онлайн и електронни съобщения се получават, събират, съхраняват и после разпределят към потребителите и потребителските иемйл клиенти, за да  достигнат до правилния (може и като „точния“) имейл получател и потребител. Когато даден потребител реши да изпрати имейл, това онлайн съобщение преминава първо през най-близкия мейл сървър който го препраща към неговия мейл сървър, който е постоянно и без прекъсвания свързан с интернет, където съобщението се съхранява, разпределя по големина, например, и после изпраща към имейл сървъра н получателя (което става доста бързо), като преминава през междинните зони на интернет, междинни сървъри или „междинни комуникационни точки“ (особено за отдалечвни съобщения) преди да достигне до мейл сървъра на получателя. Ако два потребителя комуникират чрез имейл в една мрежа те могат да ползват един и същи съряър, който да изпраща и получава онлайн съобщенията, без те да излизат от вътрешната мрежа или ако са близо разположени, разстоянието, което тези съобщения преминават е малко, и може да не преминават през междинни комуникационни точки. Съответно сървърът на получателя, от своя страна, получава имейлите и онлайн, елетронните съобщения, съхранява ги и ги разпределя към своите потребители.
Мейл сървърът може да получава имейл съобщение от потребителски компютри или други устройства и да ги изпраща до други мейл сървъри или компютри, устройства. Целият процес на изпращане и получаване на имейл съобщения се извършва с помощта на различни интернет и  имейл  протоколи. Например SMTP протоколът се използва главно в случаите, когато имейл съобщения биват доставяни от клиент към сървъра и от един сървър към друг.
Когато даден потребител иска да свали имейл съобщение на своя имейл клиент на своя компютъра  или на друго устройство, то той онлайн се свързва с друг сървър в мрежата, който се нарича POP3 сървър (POP е акроним Post Office Protocol, version 3).

## Протоколи
Протоколите, използвани при изпращането, препращането или трансфера [необходимо е уточнение] и получаването на имейли, имат ролята да осъществяват или спомагат (ако са второстепенни протоколи) осъществяването на бърза, навременна и успешна онлайн комуникация между програмите, които са имейл клиент и имейш сървър с цел успешното изпращане, придвижване (което може да включва използването а резлични основни и алтеенативни маршрути) или трансфериране [необходимо е уточнение] и получаване от правилния, сигнифициран чрез имейл адреса реципиент на имейл съобщения между тях. Съществуват различни видове интернет и имейл протоколи, като те се различават по тяхната роля, като са основни и второстепенни и допълващи протоколи, ккато и по начина, по който осъществяват връзката и тяхното съдържание, и по който правят възможна имейл комуникацията, като изпрашането и получаването насъобщения, тяхното съхраняване на мейл сървъри, препращането им през интернет и други мрежи, и които правят възможно и позволяват на интернет и имейл потребителя да получи, види, разгледа, прочвте своите имейл съобщения, като и да отговаря и изпраща нови.
Двата основни имейл протокола за прочитане на имейли са POP и IMAP. Тези протоколи са стандартизиран начин за пренасянето на информация от имейл сървъра към имейл клиент и обратно. Най-просто казано имейл сървърът и имейл клиентът си говорят на този език, за да може безпроблемно да се отвори всяко писмо.
POP (Post Office Protocol) е създаден през през 1984 г. и се базира на модела „Post Office“. Той е интернет стандарт, който позволява свалянето на имейл съобщения от имейл сървър на имейл клиент и запазването им локално на устройството на потребителя. С навлизането на последната версия POP3 протоколът позволява използването му със или без SMTP (което не беше възможно при POP2), както и прави достъпни писмата дори когато потребителят не е свързан със сървъра.
IMAP – Internet Message Access Protocol e разработен през 1986 г. Той предоставя високо ниво на синхронизиране между имейл сървъра и имейл клиента, като запазва онлайн комуникацията на сървъра и тя може да бъде прочетена от множество имейл клиенти и от различни устройства. Имейлите на сървъра представляват главното копие и всяка промяна, която бива извършена на локалното копие, се променя спрямо версията, която е на сървъра.
Най-съществената разлика между двата протокола, е че IMAP позволява синхронизацията между имейл клиента и имейл сървъра. Когато се използва POP протокола, при преглеждане на мейл сървъра за нови имейли, след като те бъдат изтеглени и прегледани, автоматично биват изтривани от мейл сървъра.
SMTP – Simple Mail Transfer Protocol е разработен през 1982 г. За разлика от предишните два протокола SMTP може да бъде използван само за изпращането на имейл съобщения. Също така той не позволява изтеглянето на писма от сървъра. Един от главните проблеми на този протокол е, че не предоставя удостоверяване на подателя на дадено имейл съобщение. Друг голям проблем е липсата на високо ниво на сигурност и това позволява получаването на много спам съобщения.
HTTP – Hyper Text Transfer Protocol е разработен през 1989 г. и е мрежов протокол за пренос на информация в компютърните мрежи. Протоколът не е създаден специално за трансфер на имейл съобщения, както предишните три, но играе важна роля за всички потребители, които използват уеб браузър, за да работят със своя уеб мейл.

## Сравнение на уебмейл с десктоп имейл клиент
Уебмейлът е уеб приложение и онлайн услуга, която предоставя възможност за ползване на имейл акаунт през браузър на компютъра или друго устройство, като се ползва уеб страницата на предоставящият услугата. Той позволява на потребителите да влизат в имейлите си от всяко място по света и всякакъв тип  устройство, стига то да има браузър или имейл клиент, като основното условие е да има активна интернет връзка. Както и всяка друга онлайн услуга уебмейлът има  предимства пред десктоп имейл приложенията, но и някои недостатъци в зависимост от предоставящите услугата сайтове (показване на реклами, проблеми със сигурността и др.).
Предимствата се изразяват в това, че в най-масовия случай са безплатни за обикновените потребители, предоставят достатъчно място за съхранение на имейли и прикрепени файлове, относително лесни са за конфигурация и използване. Един от големите недостатъци на уебмейла е, че писмата се съхраняват онлайн и когато интернет връзката не е с добро качество, ползването му или показването на вече съхранени писма и прикачени файлове е затруднено. При ползването на десктоп имейл клиенти, обратно,   потребителят има достъп до своите имейли винаги след като бъдат съхранени в паметта на компютъра или устройството на потребителя.
И двете услуги в идейната си основа са идентични и се различават  единствено по това, как биват съхранявани  имейлите, а също и как могат да бъдат възстановени при случайно изтриване или друг вид унищожаване.[неблагонадежден източник]

## Популярни уебмейл и софтуерни имейл клиенти
- Gmail
- Microsoft Outlook
- Mozilla Thunderbird
- Yahoo! Mail
- Apple Mail

1. ↑  Имейл сървър и имейл клиент
2. ↑  How Email Appears to Work //    Архивиран от оригинала на 2022-01-05.
3. ↑  What is a Mail Server and How Does it Work?
4. ↑  What Is Email Protocol?
5. ↑  POP (Post Office Protocol) Basics
6. ↑  What is the Difference between POP and IMAP Mail Server? //    Архивиран от оригинала на 2020-09-29.
7. ↑  Email Protocols: IMAP, POP3, SMTP and HTTP
8. ↑  Какво е Webmail?
9. ↑  Webmail vs Email Clients: Which one should you choose?